# Michael Brook
Michael Brook (Toronto, 1951) è un chitarrista e compositore canadese, realizzatore di diverse colonne sonore per film, esponente del rock minimalista e specialista della timbrica e della composizione..

## Biografia
Nato nel 1951, Michael Brook fu allievo di La Monte Young, con il quale studiò musica classica indiana, membro dei Martha and the Muffins e collaboratore di Brian Eno, Jon Hassell e Harold Budd prima di pubblicare il suo primo album 
Hybrid, registrato con Brian Eno. In esso si può notare l'adozione della tecnica da lui stesso inventata, da lui battezzata infinite guitar (lett. "chitarra infinita") che consiste nel modulare il suono di una chitarra in modo da farlo somigliare a quello della tromba di Jon Hassell. Nel realizzare questo tipo di chitarra, Brook sostituì il pick-up con un congegno magnetico che permetteva di far vibrare le corde. Durante gli anni ottanta e novanta, Brook continuò a pubblicare altri dischi solisti e a collaborare con altri artisti tra i quali gli U2 (nel loro album The Joshua Tree del 1987, primo disco di un gruppo musicale in cui viene adottata la sopracitata infinite guitar) i Clan of Xymox, Mary Margaret O'Hara, Julia Fordham, Jane Siberry, U. Srinivas e Youssou N'Dour. Nel 1993 intraprese anche un tour assieme a David Sylvian e Robert Fripp, con un concerto finale tenutosi alla Royal Albert Hall. Il tutto è documentato in Damage: Live del 1994.
Nel 1996 venne candidato ai Grammy Awards per la collaborazione con l'artista pakistano Nusrat Fateh Ali Khan, nell'album Night Song.
Brook è anche attivo nel cinema, come confermano le sue colonne sonore di Insoliti criminali, Heat - La sfida, Affliction e dei documentari ecologisti Una scomoda verità e Who Killed the Electric Car? Nel 2007 le sue musiche di Into the Wild - Nelle terre selvagge vennero acclamate dalla critica e gli valsero un Golden Globe per con la collaborazione di Kaki King e i brani scritti ed interpretati da Eddie Vedder. Nel 2010 compose la colonna sonora del film The Fighter diretto da David O. Russell.

## Filmografia parziale
- Heat - La sfida (Heat), regia di Michael Mann (1995)
- Insoliti criminali (Albino Alligator), regia di Kevin Spacey (1996)
- Affliction, regia di Paul Schrader (1997)
- Delitto + castigo a Suburbia (Crime + Punishment in Suburbia), regia di Rob Schmidt (2000)
- Chi ha ucciso l'auto elettrica? (Who Killed the Electric Car?), regia di Chris Paine – documentario (2006)
- Una scomoda verità (An Inconvenient Truth), regia di Davis Guggenheim – documentario (2006)
- Into the Wild - Nelle terre selvagge (Into the Wild), regia di Sean Penn (2007)
- Sugar - Il giovane campione (Sugar), regia di Anna Boden e Ryan Fleck (2008)
- Morning, regia di Leland Orser (2010)
- Arcadia Lost, regia di Phedon Papamichael (2010)
- Wrecked, regia di Michael Greenspan (2010)
- Country Strong, regia di Shana Feste (2010)
- The Fighter, regia di David O. Russell (2010)
- Undefeated, regia di Daniel Lindsay e T.J. Martin – documentario (2011)
- From the Sky Down, regia di Davis Guggenheim – documentario (2011)
- La memoria del cuore (The Vow), regia di Michael Sucsy (2012)
- Noi siamo infinito (The Perks of Being a Wallflower), regia di Stephen Chbosky (2012)
- Kill for Me - Legami di morte (Kill for Me), regia di Michael Greenspan (2013)
- Cesar Chavez, regia di Diego Luna (2014)
- Il volo del falco (Aloft), regia di Claudia Llosa (2014)
- Brooklyn, regia di John Crowley (2015)
- 3 Generations - Una famiglia quasi perfetta (About Ray), regia di Gaby Dellal (2015)
- Tallulah, regia di Sian Heder (2016)
- La nostra vita insieme (All We Had), regia di Katie Holmes (2016)
- Stronger - Io sono più forte (Stronger), regia di David Gordon Green (2017)
- My Days of Mercy, regia di Tali Shalom Ezer (2017)
- Quasi nemici - L'importante è avere ragione (Le Brio), regia di Yvan Attal (2017)
- Giant Little Ones, regia di Keith Behrman (2018)
- Tigertail, regia di Alan Yang (2020)